# Потебня Андрій Опанасович
Андрій Опанасович Потебня (19 (31) серпня 1838 — 20 лютого (4 березня) 1863) — український військовик шляхетського роду, політичний діяч, учасник Січневого визвольного повстання 1863—64.
Брат філолога Олександра Потебні. В 1856 закінчив Костянтинівський кадетський корпус у Петербурзі. Служив у Шліссельбурзькому піхотному полку (з 1861 був підпоручником). Став одним з організаторів і керівників таємної організації — «Комітет російських офіцерів у Польщі». У червні 1862 залишив службу. 27 червня (9 липня) 1862 здійснив замах на царського намісника у Польщі Олександра Лідерса.
Взяв участь у Січневому повстанні 1863—64. Загинув у бою з російськими військами біля Піскової Скали.

## Біографія
Андрій Потебня народився 19 серпня 1838 року в селі Перекопівка на Роменщині Полтавської губернії. Батько Андрія — Панас Юхимович Потебня, козацького роду, походив із запорожців, був відставним штабс-капітаном — брав участь у війнах з Персією і Туреччиною в 1828—1829 роках. Служив судовим засідателем у Ромнах, де мав будинок: у Перекопівці в нього був хуторець з п'ятьма кріпаками. У родині Потебні було п'ятеро дітей: чотири сини й одна донька. (Троє з чотирьох братів — Андрій, Петро і Микола — віддали свої життя у боротьбі з російським царизмом, стали революціонерами). Ерудований у багатьох наукових питаннях, володіючи кількома мовами, батько майбутнього героя визвольного повстання над усе цінував освіченість. Андрій був у сім'ї другим сином. Першому, Олександру, судилося стати відомим вченим, засновником так званого психологічного напряму у вітчизняній філології. Його іменем названо Інститут мовознавства Академії наук України.
1848 року батьки віддають десятилітнього Андрія до Орловського, а згодом до Полоцького кадетського корпусу. Відкритий 1835 року в древньому білоруському місті, корпус мав цілком конкретну мету: активно русифікувати дворянську молодь західних, недавно загарбаних губерній, подолати ворожі царській Росії настрої, які йшли з Польщі після потопленого в крові повстання 1830—1831 років.
Згодом 16-й випуск Полоцького кадетського корпусу, до якого належав Андрій Потебня, переводять до Петербурга.
Андрій Потебня закінчив навчання в званні прапорщика і був направлений у 16-й Шліссельбурзький піхотний полк 4-ї піхотної дивізії, розквартирований у Варшаві. Між ним і людьми, до яких так рвалася його душа, постав мундир офіцера російської армії — мундир загарбника. Не допомагали ані досконале знання польської мови, ані вроджені щирість та доброта. Через два роки Потебню посилають у Царськосільську стрілецьку школу.
Там студентська громадськість перебувала під впливом діячів революційно-демократичного руху, зокрема друга Тараса Шевченка Зиґмунта Сєраковського, який називав себе «українцем з правого берега Дніпра». Дружба з ним і завершила формування поглядів Андрія Потебні. Діставши 1 грудня 1859 року свідоцтво І ступеня про відмінне закінчення офіцерської школи, він повертається до свого Шліссельбурзького полку в Польщу. І одразу знаходить однодумців.

## Політична діяльність
Виникає революційна організація російських офіцерів у Польщі, що згодом дістала назву «Організація Потебні».
У лютому 1863 року Андрій Потебня приїздить до Лондона, аби переосмислити ситуацію після кількаденної партизанської війни. Поразка польського повстання була очевидною, але він особисто пообіцяв Огарьову та Герцену будь-що зберегти комітет російських офіцерів.
Після повернення до Варшави, закликає офіцерів і солдатів російської армії підтримати польське повстання; переконує, що свобода багатостраждальної батьківщини тісно пов'язана із звільненням Польщі.

## Загибель
У ніч з 4 на 5 березня 1863 року повстанці на чолі з Маріаном Лангевичем, напали на загін російського війська, який знаходився на цвинтарі у містечку Скала. У цій атаці брав участь Андрій Потебня. Тут він був вбитий поблизу кам'яної огорожі цвинтаря. Товариші віднесли смертельно пораненого в груди Потебню в сторожку на кладовищі, і там він на світанні помер на їхніх руках — спокійно й мужньо. Останніми його словами були: «Дай вам Бог перемогти в боротьбі супроти тиранії…». Низка закордонних газет відгукнулася на смерть Андрія Потебні, глибоко схвилювала вона й польських патріотів.

## Поховання

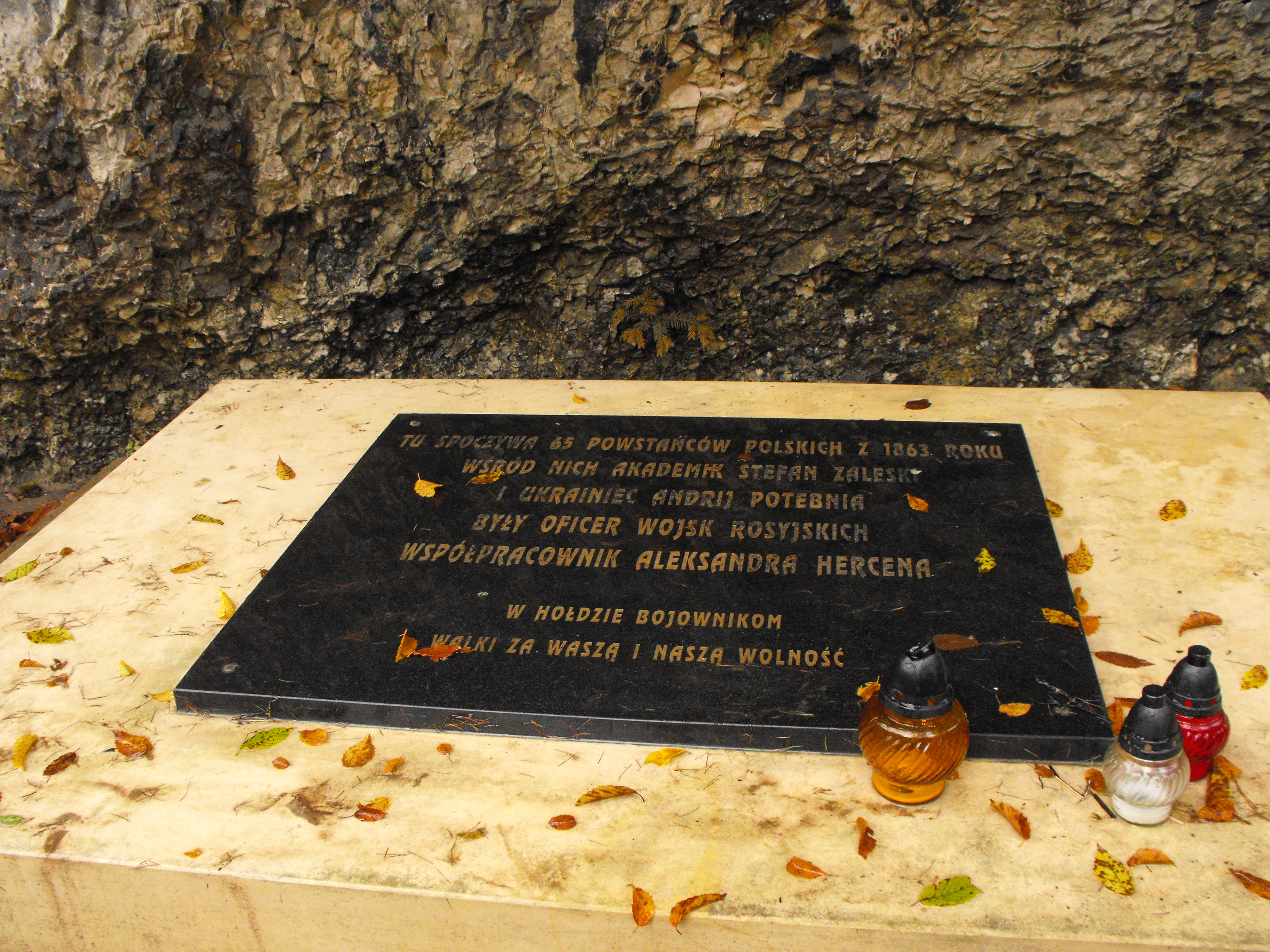
Надгробок січневих повстанців та А.Потебні поблизу замку в Песковій Скалі

Так сталося, що Андрій Потебня має дві могили. Спочатку загиблих повстанців та Андрія Потебню поховали в братській могилі на цвинтарі в містечку Скала, за який йшла боротьба.
В 1953 р., на 90-ту річницю повстання, прах Андрія Потебні і загиблих разом з ним повстанців у двох урнах з великими військовими почестями було перенесено до розташованого неподалік місця бою замку Пескової Скелі. Цей замок перетворений на історико-краєзнавчий музей, тут завжди людно. Тут повстанців поховали у могилі-мавзолеї на південь від замку над ставом. Координати мавзолею 50.243665°, 19,780268°. Мавзолей розташований в цьому людному місці мав служити пропаганді польсько-російської дружби, адже до 2000 р., коли за участі консула України було здійснено заміну дошки, стара радянська дошка повідомляла про Потебню як росіянина.

Наразі надгробку написано в перекладі на українську мову:
«Тут спочиває шістдесят п'ять невідомих повстанців 1863 року і серед них академік Стефан Залевський й українець Андрій Потебня колишній офіцер російських військ та соратник Олександра Герцена. Вічна слава бійцям за нашу і вашу свободу!»

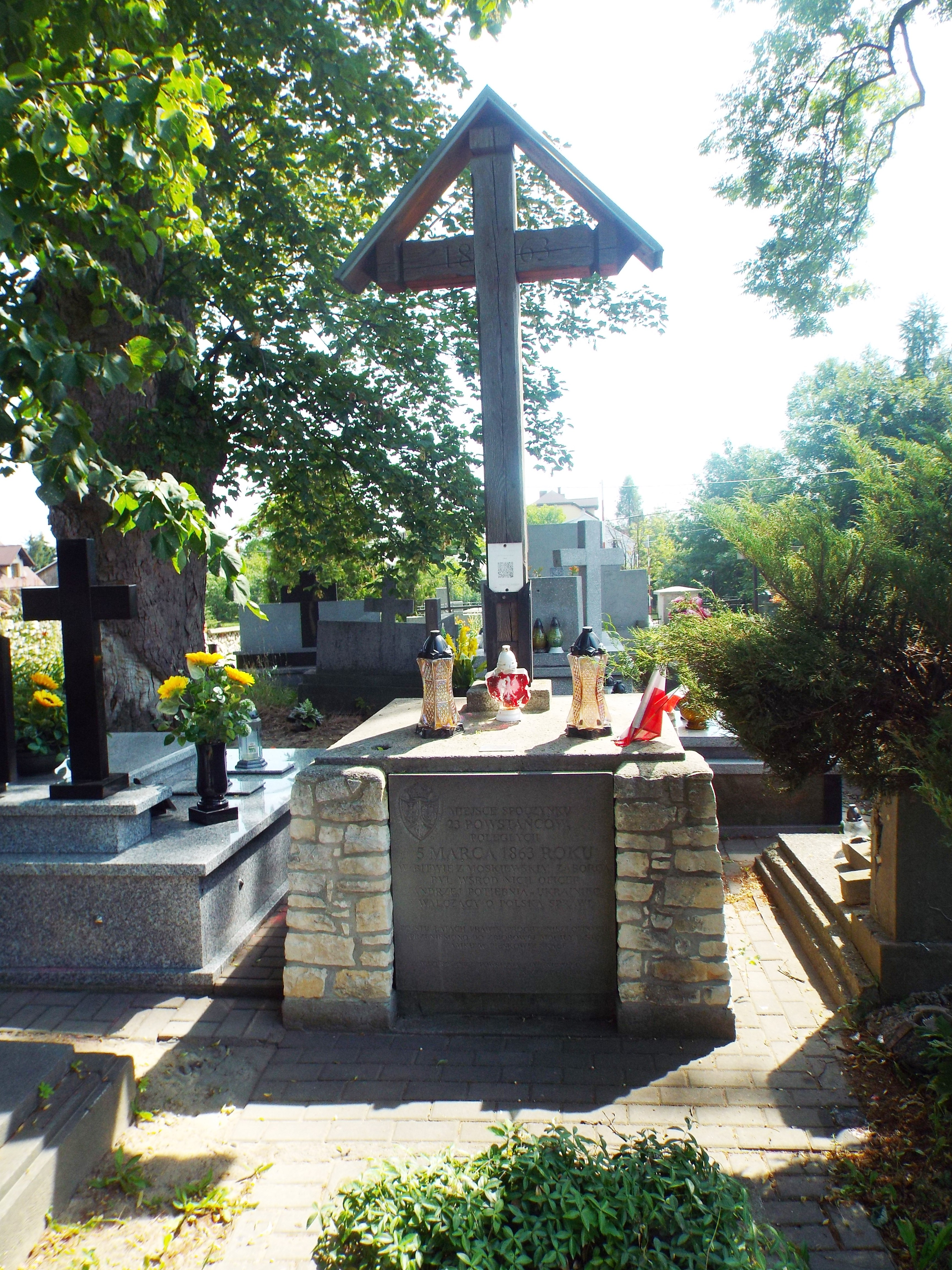
Відновлена первинна могила січневих повстанців та Андрія Потебні на цвинтарі в містечку Скала. Фото 2022 р.

Натомість на історичному цвинтарі — місці бою у местечку Скала, відновлено оригінальну могилу (Координати 50.226155°, 19,855627°), ня якій також вказано про поховання Андрія Потебні.

## Увічнення пам'яті
У Кракові на Старому Подгуржу та у Вроцлаві в Сеполно та містечку Скала є вулиці, названі ім'ям Андрія Потебні.

## Фільмографія
Образ Андрія Потебні, російського офіцера, який співчуває польському національно-визвольному руху та бере активну участь у замаху на російського генерал-губернатора в Польщі Олександра фон Людерса, був втілений в польсько-радянському фільмі Ярослав Домбровський (1976). Роль Андрія Потебні виконав російський актор Володимир Івашов.